# Sin After Sin
Sin After Sin er det britiske heavy metal-band Judas Priests tredje album, udgivet i 1977. Albummet var et af de første hvorpå den senere meget kendte studiemusiker Simon Phillips medvirkede – han var kun 19 ved albummets indspilning. Albummet indeholder også en coverversion af Joan Baez's "Diamonds and Rust", et nummer som har været en favorit til livekoncerter lige siden.[kilde mangler] Albummet blev digitalt forbedret og genudgivet i 2001 med to yderligere bonusspor. Et af bonussporene, "Race With The Devil", skulle oprindeligt have været på albummet i stedet for "Diamonds And Rust", men produceren Roger Glover ville gerne have "Diamonds And Rust" på albummet, da han syntes, at "den ville passe bedre sammen med resten af albummet."
Det siges,  at albummet oprindeligt skulle have heddet "Island Of Domination" efter sangen på "Sad Wings Of Destiny" med en genindspillet version af "Island of Domination" som titelnummer, men at de besluttede sig for at kalde det "Sin After Sin" på grund af sangen "Sinner"'s store popularitet.
Ordene "Sin After Sin" findes også i sangteksten til sangen "Genocide" fra Sad Wings of Destiny: "Sin after sin, I have endured... Yet the wounds I bear, are the wounds of love".
I 1988 havde Slayer en coverversion af Dissident Aggressor på deres roste South of Heaven-album. Arch Enemy udgav en coverversion af sangen "Starbreaker" som bonusspor på Wages of Sin-albummet.

## Spor
1. "Sinner" (Rob Halford, Glenn Tipton) – 6:43
2. "Diamonds & Rust" (Joan Baez) – 3:26
3. "Starbreaker" 	(Halford, K.K. Downing, Tipton) – 4:52
4. "Last Rose of Summer" 	(Halford, Tipton) – 5:38
5. "Let Us Prey/Call for the Priest" (Halford, Downing, Tipton) – 6:14
6. "Raw Deal"  (Halford, Tipton) – 7:12
7. "Here Come the Tears" 	(Halford, Tipton) – 3:36
8. "Dissident Aggressor" 	(Halford, Downing, Tipton) – 3:07

### Bonusspor på genudgivelse
1. "Race with the Devil"  (Adrian Gurvitz) – 3:06
2. "Jawbreaker" (Live)    (Halford, Downing, Tipton) – 4:00

## Musikere
- K.K. Downing: Guitar
- Rob Halford: Vokal
- Glenn Tipton: Guitar, Piano
- Ian Hill: Bas
- Simon Phillips: Trommer (sessionsmusiker)